# Инцидент с иранскими «Чинуками»
Инцидент с иранскими вертолётами «Чинук» произошёл 21 июня 1978 года после их несанкционированного вторжения в воздушное пространство СССР. Из четырёх вертолётов один был сбит, один повреждён и захвачен, два уцелели и ретировались. Погибло 8 человек с иранской стороны.

## Развитие событий
21 июня 1978 года в 06:21 дежурная смена наземного радиолокационного поста, расположенного под Ашхабадом, обнаружила в районе туркменского села Душак (15—20 км от границы) четыре объекта, медленно летящих вдоль Каракумского канала. На перехват с аэродрома Ак-Тепе был поднят истребитель МиГ-23 под управлением капитана А. В. Демьянова (152-й истребительный авиационный полк). Получив приказ в условиях сильного тумана не приближаться к целям близко, он обнаружил один вертолёт, ошибочно принял его за советский и вернулся на базу.
В 06:52 по решению заместителя командира полка подполковника Ю. А. Милославского в воздух был поднят другой МиГ-23 под управлением капитана В. И. Шкиндера. Он подлетел к вертолётам ближе, идентифицировал их принадлежность Имперским ВВС Ирана и получил приказ атаковать. Двумя самонаводящимися ракетами типа Р-60 он поразил ближайший вертолёт, который упал в районе посёлка Гяурс и полностью сгорел. Восемь членов его экипажа погибли. Следующий «Чинук» развернулся и направился в сторону иранской границы, но Шкиндер нагнал его и повредил двигатель, выпустив 72 снаряда из пушки ГШ-23. Вертолёт совершил вынужденную посадку на советской территории в районе Гяурсской погранзаставы, четыре члена его экипажа были задержаны пограничниками. «Чинуки» ведущей пары сумели уйти в Иран.

## Последствия
Задержанные иранцы около недели находились под арестом в Ашхабаде, затем их перевезли в Москву. Иранская сторона заявила, что вертолёты не были вооружены, выполняли тренировочный полёт и заблудились в условиях густого тумана. Советская сторона согласилась вернуть в Иран задержанных и останки погибших. Через месяц повреждённый «Чинук» был восстановлен советскими специалистами (по другим данным — иранскими), и иранцы перегнали его на родину. На этом инцидент был исчерпан.
По словам техников, ремонтировавших повреждённый «Чинук» и исследовавших остатки уничтоженного, на вертолётах было обнаружено разведывательное оборудование и несколько отснятых фотокассет.

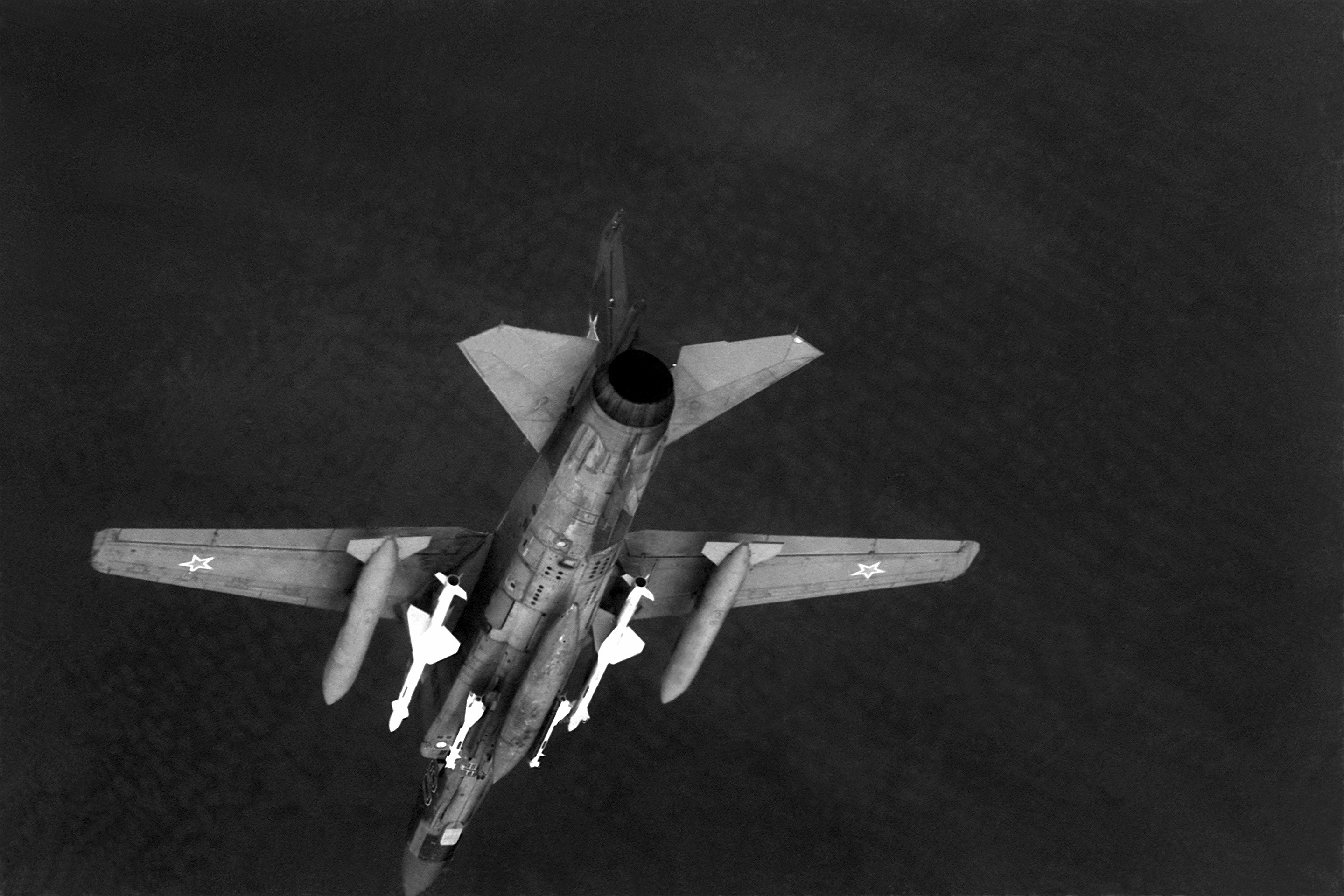
МиГ-23 с ракетами Р-60 (меньшие, под фюзеляжем)

Валерий Шкиндер был представлен к ордену Боевого Красного Знамени, но, сославшись на «сложную международную обстановку», правительство ограничилось благодарностью (по другим данным — почётным знаком ЦК ЛКСМ Туркменской ССР). Ю. А. Милославскому вручили часы от главкома ПВО.
Этот инцидент считается первым в истории советских ВВС и ПВО результативным боем истребителя против вертолёта и, возможно, первым в мире успешным воздушным боем на самолёте с изменяемой стреловидностью крыла. Он стал одним из образцов эффективных тактических приёмов борьбы с малоскоростными высокоманёвренными целями.